# Тилле, Александр
Франц Александр Ти́лле (нем. Franz Alexander Tille; 30 марта 1866, Лауэнштайн, Альтенберг — 16 декабря 1912, Саарбрюккен, Пруссия) — немецкий германист, философ и функционер экономических объединений.

## Биография
Тилле родился в семье протестантского священника. Его младший брат Армин был архивариусом, библиотекарем и историком. Окончив школу в Гримме, Александр в 1886—1890 годах изучал германскую и английскую филологию и философию в Лейпцигском университете. В 1890 году он защитил диссертацию о немецких народных песнях в «Докторе Фаусте». С 1890 года преподавал германистику в Университете Глазго, в 1900 году уволился вследствие идеологических конфликтов с британскими студентами в связи с бурской войной. Далее представлял интересы крупной промышленности в Берлине в должности заместителя управляющего Центрального союза немецких промышленников. С 1901 года издавал политические речи крупного саарского промышленника и политика Карла Фердинанда фон Штумм-Гальберга. С 1903 года и вплоть до своей смерти занимал должность юрисконсульта Торгово-промышленной палаты в Саарбрюккене и управлял несколькими промышленными союзами.
В годы преподавания в Глазго Тилле опубликовал на немецком языке книги по социальному дарвинизму и газетные статьи на ту же тему и о современной британской экономике и обществе. В 1896 году Тилле выпустил первый перевод на английский язык «Так говорил Заратустра», также писал введение к другим английским изданиям произведений Ницше, в которых выступал как социал-дарвинист. В своих основных философских трудах (анонимно в 1893 году «Народная служба» и в 1895 году «Дарвин и Ницше. Книга по развивающей этике») Тилле отвергал гуманные этические принципы, сложившиеся в ходе культурного развития человечества, как «ненатуральные» или якобы ограничивающие прогресс и препятствующие ему. Он критиковал также философов Эрнста Генриха Геккеля и Герберта Спенсера, постулировавших совместимость прогресса и гуманности на основе биологии индивидуального развития. Тилле отрицал такую совместимость и считал обязательным отдавать преимущество прогрессу. Александр Тилле также собрал книжную коллекцию из 700 томов, которая ныне хранится в собрании «Фауста» в веймарской Библиотеке Анны Амалии.

## Труды
- Die Bode’sche Faustbücherei. In: Allgemeine Zeitung München, Beilage. 1892, 197 (24.08.), S. 4-7.
- Die deutschen Volkslieder vom Doktor Faust. Halle a.S.: Niemeyer, 1890. Leipzig, Univ., Phil. Fak., Inaug.-Diss., 1890.
- Zur Faustsage. In: Vierteljahrschrift für Litteraturgeschichte 5.1892,1, S. 137—140.
- Die Faustsplitter in der Literatur des sechzehnten bis achtzehnten Jahrhunderts. Berlin: Felber/Erfurt: Ohlenroth, 1900.
- Goethes Faust in der französischen Kunst. Mit einem Einschaltbild und 13 Textillustrationen. In: Velhagen & Klasings Monatshefte 14 (1899/1900), 1, S. 581—594.
- Neue Faustsplitter aus dem XVI., XVII. und XVIII. Jahrhundert. In: Zeitschrift für vergleichende Literaturgeschichte 9 (1895), S. 49-80.
- Neue Faustsplitter aus dem XVI., XVII. und XVIII. Jahrhundert. In: Zeitschrift für vergleichende Literaturgeschichte 9 (1896), 1/2, S. 61-72.
- Die Geschichte der deutschen Weihnacht. Leipzig 1893.